# Неможливе (фільм)
«Неможливе» (англ. The Impossible; ісп. Lo Imposible) — іспанський англомовний фільм-катастрофа 2012 року, режисера Хуана Антоніо Байона. Автор сценарію — іспанський режисер і сценарист Серхіо Санчес, в головних ролях Наомі Воттс, Юен Мак-Грегор та Том Голланд. Фільм заснований на реальній історії Марії Белон (María Belón) і її сім'ї, яка трапилася під час землетрусу і цунамі 2004 року в Індійському океані. Тоді вона перебувала у відпустці в Таїланді зі своїм чоловіком і трьома синами. Рятуючись від цунамі, вона втратила половину своєї ноги, вся її сім'я вижила мало не загинувши. Марія Белон безпосередньо брала участь у зйомці цього фільму. Її зіграла актриса Наомі Воттс, яка за цю роль отримала номінацію на премію Оскар за найкращу жіночу роль на 85 церемонії вручення.
Картину було представлено 9 вересня 2012 на 37-му Міжнародному кінофестивалі у Торонто. В широкий прокат фільм вийшов 11 жовтня 2012 в Іспанії, в Україні з 14 лютого 2013.

## Опис
Молода сім'я їде на різдвяні канікули до Таїланду. Відпочинок складається чудово, ніщо не віщує біди, однак наступний день назавжди змінює їхнє життя. У лічені секунди над готелем виростає величезних розмірів хвиля, змітає на своєму шляху бунгало, паркани та дерева. Руйнівне цунамі до того ж розлучає батьків і дітей. Незважаючи на всі труднощі, Марія і Генрі не падають духом і не втрачають надії, зберігаючи в своєму серці любов і ніжність навіть в найтемніші години свого життя.

## У ролях
- Наомі Воттс — Марія Беннетт (María Belón[en]), англійка і мати сім'ї Беннеттів.
- Юен Мак-Грегор — Генрі Беннетт, шотландець і батько сім'ї Беннеттів.
- Том Голланд — Лукас Беннетт, 13-річний син Марії і Генрі.
- Семюел Джослін — Томас Беннетт, 7-річний син Марії і Генрі.
- Оуклай Пендергаст — Саймон Беннетт, 5-річний син Марії і Генрі.
- Зенке Мюгрін — Карл Швебер, німець, намагався знайти його дружину Кеті і дочку Джину, приєднується до Генрі, на пошуки їх сімей.
- Джеральдіна Чаплін — 74-річна літня жінка, яка розмовляє з Генрі про зірки після цунамі.

## Виробництво
Картина «Неможливе» створена за спогадами Марії Белон (María Belón) — колишнього лікаря, а нині адвоката. Сценарій повністю відповідає історії Марії: вона дійсно опинилася в епіцентрі катастрофи і їй дійсно вдалося вижити з усією своєю родиною. Платою за виживання стала втрата ноги. Тепер Марія представляє в судах інтереси потерпілих у катастрофі 2004 року. Марія Белон суттєво вплинула на створення фільму. Саме вона вибрала Наомі Воттс, оскільки запам'ятала її ще по роботі в драмі «21 грам» (2003). Марія також була присутня на всіх етапах зйомок і багато часу провела зі сценаристом Серхіо Санчес, щоб упевнитися, що всі перипетії сценарію відповідають дійсності. Воттс і Белон, судячи з усього, дуже зблизилися під час зйомок і, наприклад, на церемонії вручення «Золотих глобусів» були нерозлучні.
В одній з перших сцен кінематографісти відтворили лякаючу картину поглинання стихією невеликого готелю на березі. Оскільки бюджет фільму склав «всього» 30 мільйонів євро, на основні сцени руйнування у творців не було коштів. Тим не менш, творцям вдалося зняти дуже переконливі і ефектні кадри, застосувавши професійну кмітливість і чудове володіння техніками створення спецефектів, за що фільм і був номінований в декількох номінаціях. Ефект руйнування був створений завдяки використанню повнорозмірних декорацій, мініатюри і справжньої води, а також за допомогою комп'ютерної графіки.

## Нагороди
Оскар (переможців буде визначено 24 лютого 2013)
- Номінація — Найкраща жіноча роль — Наомі Воттс

Золотий глобус
- Номінація — Найкраща жіноча роль (драма) — Наомі Воттс

Гойя (переможців буде визначено 17 лютого 2013)
- Номінація — Найкращий фільм
- Номінація — Найкращий режисер — Хуан Антоніо Байона
- Номінація — Найкраща актриса — Наомі Воттс
- Номінація — Найкращий актор другого плану — Юен Мак-Грегор
- Номінація — Найкращий новий актор — Том Голланд
- Номінація — Найкращий оригінальний сценарій — Серджо Дж. Санчез
- Номінація — Найкращий оператор — Оскар Фаура
- Номінація — Найкращий монтаж — Олена Руїс і Bernat Villaplana
- Номінація — Найкращий художник-постановник — Eugenio Caballero
- Номінація — Найкращий керівник виробництва — Sandra Hermida Muñiz
- Номінація — Найкращий звук — Peter Glossop, Marc Orts and Oriol Tarragó
- Номінація — Найкращі візуальні ефекти — Pau Costa and Félix Bergés
- Номінація — Найкращий макіяж і зачіска — Alessandro Bertolazzi, David Martí and Montse Ribé
- Номінація — Найкращий оригінальний саундтрек — Фернандо Веласкес

Премія Гільдії кіноакторів США
- Номінація — Найкраща жіноча роль — Наомі Воттс